# Nguyễn Mạnh Hùng (Hải Dương)
Nguyễn Mạnh Hùng (sinh ngày 15 tháng 7 năm 1975) là Đại biểu Quốc hội nước Cộng hòa xã hội chủ nghĩa Việt Nam. Ông hiện là Ủy viên thường trực Ủy ban Kinh tế của Quốc hội, Đại biểu Quốc hội khóa XV từ Cần Thơ, Phó Chủ tịch Nhóm nghị sĩ Việt Nam – Israel. Ông từng là Phó Bí thư thường trực Đảng ủy, Chủ nhiệm Ủy ban Kiểm tra Đảng ủy Ủy ban Quản lý vốn nhà nước tại doanh nghiệp.
Nguyễn Mạnh Hùng là đảng viên Đảng Cộng sản Việt Nam, học vị Cử nhân Tài chính, Cử nhân tiếng Anh, Thạc sĩ Quản trị Marketing, Cao cấp lý luận chính trị. Ông có hơn 15 năm giảng dạy đại học rồi tham gia hệ thống cơ quan nhà nước.

## Xuất thân và giáo dục
Nguyễn Mạnh Hùng sinh ngày 15 tháng 7 năm 1975 tại xã Nhật Tân, huyện Gia Lộc, tỉnh Hải Hưng, nay thuộc tỉnh Hải Dương. Ông lớn lên và tốt nghiệp phổ thông ở Gia Lộc, thi đại học và đỗ Trường Đại học Kinh tế Quốc dân vào năm 1993, lên thủ đô Hà Nội theo học và tốt nghiệp hai bằng gồm Cử nhân Tài chính và Cử nhân tiếng Anh vào năm 1997, tiếp tục học cao học và nhận bằng Thạc sĩ Thạc sĩ Quản trị Marketing. Ông được kết nạp Đảng Cộng sản Việt Nam vào ngày 8 tháng 1 năm 2001, trở thành đảng viên chính thức sau đó 1 năm, từng theo học các khóa chính trị ở Học viện Chính trị Quốc gia Hồ Chí Minh và tốt nghiệp Cao cấp lý luận chính trị. Hiện ông thường trú ở phường Ô Chợ Dừa, quận Đống Đa, Hà Nội.

## Sự nghiệp
Tháng 4 năm 1997, sau khi tốt nghiệp Kinh tế Quốc dân, Nguyễn Mạnh Hùng ở lại trường làm trợ giảng. Ông liên tục công tác ở đây hơn 15 năm 1997–2013, là giảng viên Khoa Marketing của trường. Vào tháng 1 năm 2013, ông được chuyển sang ngạch công chức, điều lên Ủy ban Giám sát tài chính Quốc gia, được bổ nhiệm làm Chuyên viên Phòng Nghiên cứu dự báo kinh tế vĩ mô thuộc Ban Nghiên cứu điều phối chính sách giám sát. Sau đó 1 năm, vào tháng 6 năm 2014, ông nhậm chức Phó Bí thư Chi bộ, Phó Trưởng phòng Tổ chức cán bộ và đào tạo của Ủy ban Giám sát tài chính Quốc gia, được bầu làm Ủy viên Ban Chấp hành Đảng bộ phụ trách Văn phòng Đảng ủy và công tác bảo vệ chính trị nội bộ – Đảng ủy Ủy ban Giám sát tài chính Quốc gia, sau đó thăng chức Bí thư Chi bộ, Trưởng phòng Tổ chức cán bộ và đào tạo. Vào tháng 8 năm 2018, ông được điều tới Ủy ban Quản lý vốn nhà nước tại doanh nghiệp, nhậm chức Bí thư Chi bộ, Ủy viên Ban Chấp hành Đảng bộ Ủy ban Quản lý vốn nhà nước tại doanh nghiệp, Phó Vụ trưởng rồi Phó Vụ trưởng phụ trách Vụ Công nghiệp. Đến tháng 1 năm 2020, ông là Phó Bí thư thường trực, Chủ nhiệm Ủy ban Kiểm tra Đảng ủy Ủy ban Quản lý vốn nhà nước tại doanh nghiệp.
Năm 2021, với sự giới thiệu của Ủy ban Quản lý vốn nhà nước tại doanh nghiệp, Nguyễn Mạnh Hùng tham gia ứng cử đại biểu Quốc hội từ thành phố Cần Thơ, bầu cử ở đơn vị bầu cử số 3 gồm quận Thốt Nốt, huyện Vĩnh Thạnh, Cờ Đỏ, rồi trúng cử Đại biểu Quốc hội khóa XV với tỷ lệ 63,40%. Ngày 23 tháng 7 năm 2021, ông được phê chuẩn làm Ủy viên thường trực Ủy ban Kinh tế của Quốc hội, Phó Chủ tịch Nhóm nghị sĩ Việt Nam – Israel.